# Pieter Van den Bosch
Pieter Jeng Van den Bosch est un footballeur né le 31 octobre 1927 à Boom (Belgique) et mort le 31 janvier 2009.

## Biographie
Pieter Van den Bosch débute dans le club de sa ville natale, le K Boom FC avant d'être recruté par le RSC Anderlecht en 1951. Avec les Mauves et Blancs, il a joué 156 matches en division 1 et marqué 40 buts, remportant quatre championnats et participant à la première Coupe d'Europe des clubs champions en 1955, contre les Hongrois de Vörös Lobogó (défaites 3-6 et 1-4).
Il a été sélectionné deux fois en équipe de Belgique : il a joué les deux matches des Diables Rouges lors de la Coupe du monde de 1954 en Suisse, contre l'Angleterre (4-4) et l'Italie (défaite, 1-4).
En 1960, il part jouer au RAEC Mons. Il termine sa carrière en 1963 au SK Lebeke-Alost.

## Palmarès
- International belge en 1954 (2 sélections)
- Participation à la Coupe du monde 1954 (2 matches)
- Champion de Belgique en 1954, 1955, 1956 et 1959 avec le RSC Anderlecht